# Drymophila striaticeps
El hormiguerito cabeciestriado (en Colombia) u hormiguero de cabeza rayada (en Perú) (Drymophila striaticeps), es una especie de ave paseriforme de la familia Thamnophilidae perteneciente al género Drymophila. Es nativa de la región andina del noroeste y oeste de América del Sur. Hasta el año 2012 era considerada una subespecie de Drymophila caudata, de quien fue separada en conjunto con D. hellmayri y D. klagesi.

## Distribución y hábitat
Se distribuye desde los Andes occidentales y centrales de Colombia, por Ecuador, hasta el sur de Perú y norte de Bolivia. Ver detalles en Subespecies.
La especie habita en selvas húmedas montanas, tropicales y subtropicales. Se encuentra entre los 1000 y los 3150 m de altitud, pero principalmente entre los 1800 y 2300 m.

## Descripción
Es un tiluchí profusamente estriado y de cola larga, mide 15 cm de longitud y pesa entre 11 y 13 g. Las cuatro especies separadas de Drymophila caudata exhiben plumajes muy semejantes. De forma general, el macho tiene la cabeza y el dorso estriados negro y blanco, con la rabadilla rufo brillante; las cobertoras de las alas son negras con dos barras formadas por pintas blancas, la cola es morena, con las plumas terminadas en puntas blancas. La garganta y el pecho son blancos, estriados de negro, los flancos y el criso son rufo brillante. La hembra sigue el mismo patrón de plumaje del macho, pero el estriado de las partes superiores es negro y rufo canela y las partes inferiores son teñidas de pardo amarillento.
La extensión del estriado blanco en la frente, corona y nuca negros es motivo de diferenciación entre las especies recientemente separadas, en la presente especie el estriado blanco ocupa toda la frente, corona y nuca, y las rectrices de la cola son principalmente grises.

## Estado de conservación
Esta especie ha sido calificada como «preocupación menor» por la Unión Internacional para la Conservación de la Naturaleza (IUCN). La población es considerada estable, en razón de la ausencia de evidencias de decadencia de la misma o cualquier otra amenaza.

## Comportamiento
Forrajea en pareja, hurgando en el denso sotobosque, donde es difícil de ser localizado, excepto a través de su frecuente vocalización. Usualmente no se une a bandadas mixtas de alimentación.

### Alimentación
Su dieta consiste de varios tipos de insectos y probablemente también de arañas.

### Vocalización
El estudio de las vocalizaciones de las cuatro especies separadas de D. caudata fue de alta importancia para la caracterización de las divergencias. El canto del macho es corto (típicamente 2 segundos o menos) e incluye una ráfaga de dos silbidos limpios de timbre más alto que las otras especies y duración más corta que D. klagesi y D. hellmayri, seguidos de notas ásperas precedidas de claras notas introductorias. El canto de la hembra consiste de una serie corta (aproximadamente 2 segundos) de silbidos de timbre descendiente (la cantidad de notas es mayor en las especies norteñas que en la presente), de frecuencia más alta que D. klagesi y D. hellmayri y que termina con una única nota áspera (a veces ninguna o entonces dos notas).

## Sistemática

### Descripción original
La especie D. striaticeps fue descrita por primera vez por el ornitólogo estadounidense Frank Michler Chapman en 1912, bajo el nombre científico de subespecie Drymophila caudata striaticeps. La localidad típica es «Andes centrales, arriba de Salento, Cauca, Colombia».

### Etimología
El nombre genérico femenino «Drymophila» proviene del griego «drumos»: bosque, bosquecillo, soto y «philos»: amante; significando «amante del sotobosque»; y el nombre de la especie «striaticeps», proviene del griego «striatus»: estriado y «ceps»: de cabeza; significando «de cabeza estriada».

### Taxonomía
La distribución geográfica de Drymophila caudata se extendía desde las montañas de Paria en Venezuela hacia el sur a lo largo de la cordillera de los Andes hasta el norte de Bolivia, conformando un patrón de distribución geográfica y altitudinal único en los Thamnophilidae. La variación en el plumaje entre la mayoría de las poblaciones no era obvia y a pesar de que ocho subespecies habían sido descritas, la mitad habían sido invalidadas. Los estudios de Isler et al. (2012), utilizando genética molecular, diferencias de vocalización y ecología de las diferentes poblaciones revelaron un nivel considerable de diversificación, suficiente para el reconocimiento de cuatro especies, tres de ellas, D. caudata, D. hellmayri y D. klagesi restringidas a las montañas del norte y la presente, ampliamente distribuida a lo largo de los Andes desde el noroeste de Colombia hasta Bolivia. La separación fue aprobada por el South American Classification Committee (SACC) en la Propuesta N° 542, de septiembre de 2012.

### Subespecies
Según la clasificación Clements Checklist v.2016, se reconocen 4 subespecies, con su correspondiente distribución geográfica:
- Drymophila striaticeps striaticeps Chapman, 1912 - Andes centrales y occidentales de Colombia, hacia el sur hasta Cauca.
- Drymophila striaticeps occidentalis Domaniewski & Stolzmann, 1922 - suroeste de Colombia (Nariño) hacia el sur a través de Ecuador (en ambas pendientes de los Andes) hasta el noreste de Perú (San Martín).
- Drymophila striaticeps peruviana Domaniewski & Stolzmann, 1922 - pendiente oriental de los Andes del centro de Perú (Huánuco hasta Cuzco).
- Drymophila striaticeps boliviana Carriker, 1935 - pendiente oriental de los Andes del sur de Perú (Puno) y norte de Bolivia (La Paz).

Los estudios de Isler et al. (2012) no fueron conclusivos en cuanto a la validez de las subespecies arriba listadas. El Congreso Ornitológico Internacional (IOC, versión 7.1., 2017) las considera incluidas en la nominal, y por lo tanto, la presente especie sería monotípica.